# Iberolacerta aurelioi
La lucertola di Aurelio (Iberolacerta aurelioi Arribas, 1994) è un rettile squamato appartenente alla famiglia dei Lacertidi.

## Descrizione
È una lucertola piccola, delicata e con parti superiori appiattite; il corpo è lungo 5-6,5 cm e la coda circa il doppio. La colorazione è estremamente variabile, anche in base al substrato dei vari habitat. Il dorso è perlopiù di colore grigio-brunastro poco vistoso, spesso cosparso di macchie scure. I fianchi sono marroni scuri, il ventre giallognolo o arancione senza macchie.

## Biologia
Assieme alla lucertola pirenaica delle rocce (I. bonnali) e alla lucertola di Valle Arán (I. aranica), forma un gruppo di tre lucertole di montagna strettamente imparentate tra loro che occupano tre piccoli areali isolati sui Pirenei spagnoli e francesi (I. aurelioi anche ad Andorra). Tutte e tre queste specie sono perfettamente adattate alla vita in alta montagna e poco differenziate a livello di caratteristiche morfologiche e biologiche. A causa delle condizioni climatiche estreme dei loro habitat, compiono un lungo periodo di letargo, di 6-9 mesi, restando attivi a seconda dell'altitudine tra la metà di maggio e settembre. Dopo una breve stagione riproduttiva le femmine depongono, solitamente tra giugno e luglio, 1-3 uova che si schiudono ad agosto.

## Distribuzione e habitat
La lucertola di Aurelio vive a 2100-2950 m di altitudine sui Pirenei orientali, in Spagna, presso Andorra (per esempio sulla Coma Pedrosa) e nei territori francesi limitrofi, in un'area che va dal massiccio del Montroig a quello del Tristaina. Tutte le specie popolano esclusivamente habitat aperti e rocciosi come per esempio falde detritiche o rocce calcaree con erba e arbusti nani.